# Jimmy Young
James „Jimmy” Young (ur. 16 stycznia 1949 w Filadelfii, zm. 20 lutego 2005 tamże) – amerykański zawodowy bokser, czołowy pięściarz wagi ciężkiej połowy lat 70. XX wieku, pretendent do mistrzostwa świata.

## Kariera zawodowa
Pierwszą zawodową walkę stoczył w rodzinnej Filadelfii w 1969 roku, w wieku 20 lat. Po stoczeniu zaledwie 10 walk (ówczesny bilans 7–3), w lutym 1973 roku został wystawiony do pojedynku z legitymującym się 41 zwycięstwami przed czasem Earniem Shaversem (42-2-0). Przegrał z nim przez techniczny nokaut w 3. rundzie. Półtora roku później doszło do rewanżu. Po 10 rundach boju sędziowie niejednogłośnie orzekli remis, mimo że zdaniem większości obserwatorów Young był lepszy.
W swojej następnej walce (luty 1975) filadelfijczyk zmierzył się z kolejnym puncherem będącym w kręgu pretendentów do mistrzostwa świata, Ronem Lyle’em (30-1-1). Young w jednej ze swoich najlepszych w karierze walk pokonał uznawanego za zdecydowanego faworyta Lyle’a przez jednogłośną decyzję. Dzięki temu, w tym samym roku został po raz pierwszy sklasyfikowany przez magazyn „The Ring” w czołowej dziesiątce zawodników wagi ciężkiej na świecie. Po trzech kolejnych zwycięstwach Young awansował na trzecie miejsce w rankingu i zapewnił sobie szansę walki o mistrzostwo świata z niekwestionowanym czempionem, Muhammadem Alim (50-2-0).
Do pojedynku, którego stawką były należące do Alego pasy WBA i WBC, doszło 30 kwietnia 1976 roku w Capital Centre w Landover. Young zaprezentował świetne umiejętności defensywne, unikając uderzeń mistrza, a samemu punktując z kontr i dystansu. Ali był wolniejszy (ważył najwięcej w dotychczasowej karierze) i pudłował znacznie częściej niż w poprzednich swoich walkach. Komentujący pojedynek Ken Norton ocenił, że „na każdy cios Alego Young odpowiadał dwoma”, a korespondenci Associated Press punktowali 69-66 na rzecz Younga. Ostatecznie sędziowie przyznali jednak jednogłośnie zwycięstwo Alemu (70-68, 72-65, 71-64), co zostało wygwizdane przez zgromadzonych w hali widzów. Jak stwierdził komentując werdykt Bert Sugar, „aby pokonać w tamtym czasie Alego, trzeba było go pobić naprawdę wyraźnie, jeśli wiecie co mam na myśli”.
Po kontrowersyjnej walce z Alim, jeszcze w tym samym roku Young ponownie pokonał przez jednogłośną decyzję Lyle’a, co zaowocowało kontraktem na walkę z George’em Foremanem (45-1-0). Zwycięzca miał otrzymać prawo rewanżu z Alim (Foreman był pierwszy w rankingu pretendentów, a Young trzeci). Pięściarze zmierzyli się 17 marca 1977 roku w stolicy Portoryko, San Juan. Foreman przybył tam dopiero w przeddzień walki i tym samym nie był w stanie zaaklimatyzować się do panującej na wyspie tropikalnej pogody. Young kontrolował pojedynek, jedynie w 7. rundzie mając kłopoty po jednym z mocnych sierpów rywala. Począwszy od 8. Foreman był już wyczerpany i całkowicie oddał inicjatywę, a w ostatniej, 12. rundzie był nawet liczony. Ostatecznie Young wygrał przez jednogłośną decyzję (118-111, 116-113, 115-114), a Foreman wskutek tej porażki postanowił zakończyć karierę. „The Ring” uznał ich walkę za pojedynek roku.
W międzyczasie Ali pokonał Earniego Shaversa, 10. raz z rzędu broniąc mistrzostwo świata. Następnymi w kolejce pretendentami byli Young i Ken Norton, jednak mistrz odmówił walki zarówno z jednym, jak i drugim, żądając, aby wpierw stoczyli oni pojedynek między sobą. W rezultacie, 5 listopada 1977 roku w Las Vegas Young i Norton (39-4-0) zmierzyli się o miano pretendenta nr 1. Po wyrównanej walce sędziowie niejednogłośnie orzekli zwycięstwo Nortona (147-143, 147-143, 142-144).
Był to szczytowy moment kariery Jimmy’ego Younga. W ciągu następnych trzech lat niespodziewanie przegrał na punkty z Ossiem Ocasio (dwukrotnie) i Michaelem Dokesem oraz został znokautowany przez Gerry’ego Cooneya. W schyłkowym okresie kariery, od 1982 do 1988 roku, poniósł porażki w 9 z 13 swoich walk (jednak żadnej przed czasem), w tym z trzema późniejszymi mistrzami wagi ciężkiej: Gregiem Page’em, Tonym Tubbsem i Tonym Tuckerem. Ostatnią walkę stoczył w sierpniu 1988 roku, w wieku 39 lat.
Po przejściu na sportową emeryturę Young zmagał się z problemami finansowymi oraz zdrowotnymi, walczył z nałogiem narkotykowym. Zmarł w 2005 roku w szpitalu uniwersyteckim w Filadelfii w rezultacie zawału serca.

## Styl walki
Mierzył niecałe 188 cm wzrostu i w szczytowym okresie kariery ważył około 95–97 kg, będąc jednym z mniejszych zawodników ówczesnej wagi ciężkiej. Był dość szybki, ale nie dysponował nokautującym ciosem. Uznawany był natomiast za wytrawnego pięściarza defensywnego, dobrze walczącego z kontry i obdarzonego dobrą techniką oraz zmysłem taktycznym. Jego styl walki był określany jako mało agresywny i niewidowiskowy. Zdaniem komentatorów było to przyczyną przychylniejszego oceniania przez sędziów jego rywali, co w głównej mierze doprowadziło do jego porażek w rewanżu z Shaversem oraz walkach z Alim i Nortonem.